# Хомутерька
Хомутерька, или Хомутерка — река в России, протекает в Базарносызганском и Барышском районах Ульяновской области. Устье реки находится в 187 км по левому берегу реки Барыш. Длина реки составляет 23 км. Истоки находятся на высоте 270 метров над уровнем моря, устье — 158 метров над уровнем моря.
В Базарносызганском районе недалеко от истока на реке стоит деревня Русская Хомутерь Лапшаурского сельского поселения, ниже в Барышском районе река протекает через село Малая Хомутерь Малохомутёрского сельского поселения.

## Данные водного реестра
По данным государственного водного реестра России относится к Верхневолжскому бассейновому округу, водохозяйственный участок реки — Сура от Сурского гидроузла и до устья реки Алатырь, речной подбассейн реки — Сура. Речной бассейн реки — (Верхняя) Волга до Куйбышевского водохранилища (без бассейна Оки).
Код объекта в государственном водном реестре — 08010500312110000037101.